# سیارک ۲۵۷۷۸
سیارک ۲۵۷۷۸ (به انگلیسی: 25778 Csere، نامگذاری:2000CQ34) بیست و پنج هزار و هفتصد و هفتاد و هشتمین سیارک کشف شده‌است که در ۴ فوریه ۲۰۰۰ کشف شد.
قدر مطلق سیارک برابر ۲۴.۵ است.